# Stilbe (Gattung)
Die Stilbe sind eine Pflanzengattung, die der Familie der Stilbaceae zugerechnet wird. Sie umfasst sieben Arten.

## Beschreibung
Stilbe sind kleine, einstämmige oder Holzknollen bildende, vielstämmige Sträucher. Die Laubblätter stehen in Wirteln aus drei bis fünf. Sie sind gefurcht, linealisch-pfriemförmig bis schmal lanzettlich.
Die Blütenstände sind dichte, ungestielte Ähren, alte Blütenstände bleiben als kahle, vernarbte Achsen beständig. Die Blüten sind aufsitzend und werden von zwei gegenständigen Vorblättern begleitet. Der Kelch ist meist verhärtet, röhrenförmig, an der abaxialen (der Blütenstandsachse abgewandten) Seite leicht gekrümmt. Er ist mit fünf Kelchlappen besetzt. Die Krone ist röhrenförmig und in zwei Lippen geteilt. Zwei obere, aufrechte und unbehaarte Zipfel stehen drei schmaleren, ebenfalls unbehaarten Zipfeln entgegen. Im Inneren des Kronschlundes befindet sich meist ein dichter Ring aus Trichomen. Die vier Staubblätter stehen leicht über die Krone hinaus. Der Fruchtknoten ist zunächst zweifächrig, jedoch ist das abaxiale Fruchtknotenfach verkümmert. Die Form des Fruchtknotens ist lang gestreckt und eingedrückt. Im nicht verkümmerten Fruchtknotenfach wird eine einzelne, basale Samenanlage gebildet. Der Griffel ist drehrund und gerade.

## Systematik und Vorkommen
Innerhalb der Gattung werden sieben Arten unterschieden, die in der Westkap-Region Südafrikas beheimatet sind:
- Stilbe albiflora  E.Mey.
- Stilbe ericoides (L.) L.
- Stilbe gymnopharyngia (Rourke) Rourke
- Stilbe overbergensis Rourke
- Stilbe rupestris Compton
- Stilbe serrulata Hochst.
- Stilbe vestita Berg.